# Kadılar, Dinar
Kadılar là một thị trấn thuộc huyện Dinar, tỉnh Afyonkarahisar, Thổ Nhĩ Kỳ. Dân số thời điểm năm 2011 là 692 người.